# Pfahlbausiedlung von Moniga del Garda
Koordinaten: 45° 31′ 13″ N, 10° 32′ 17″ O

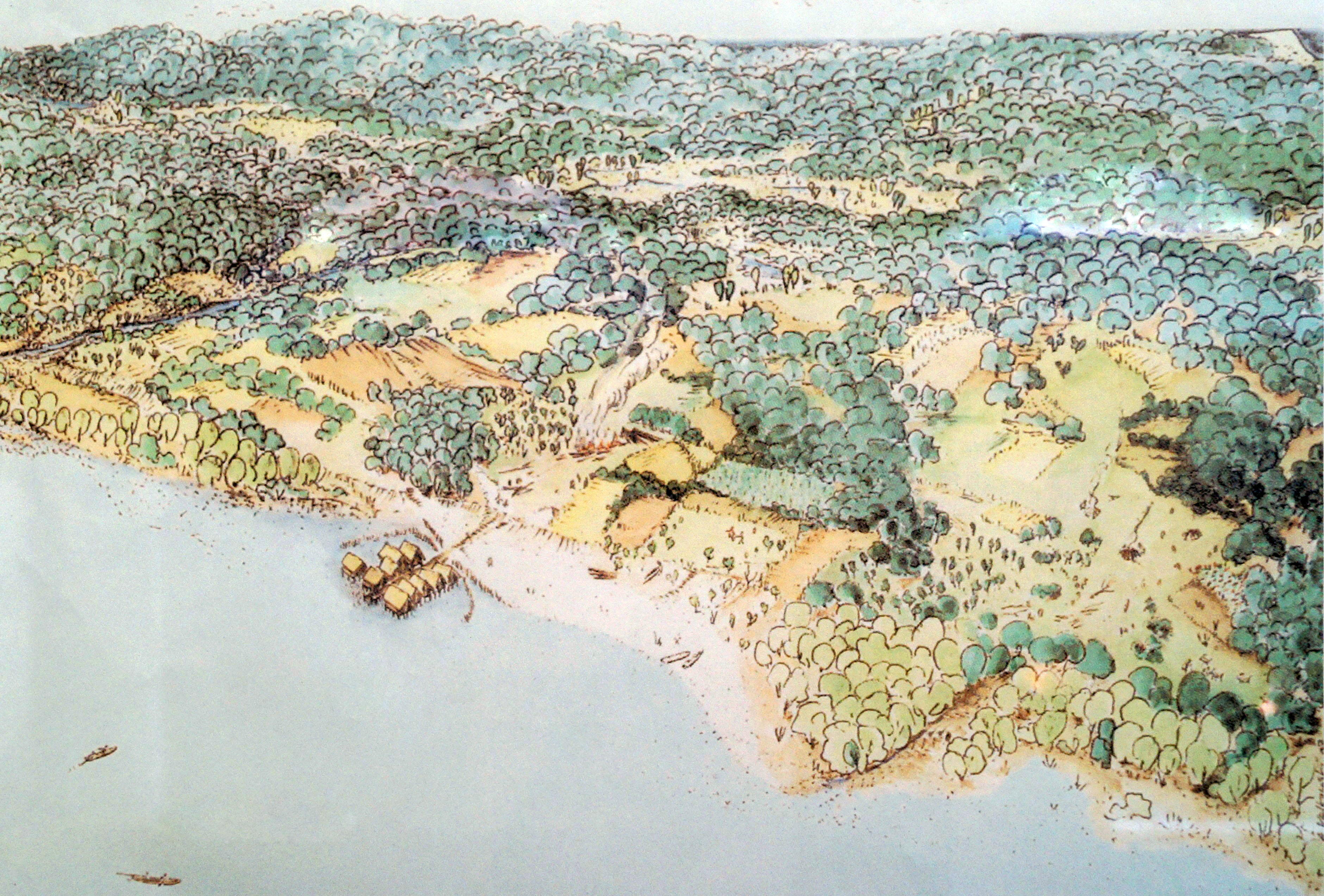
Rekonstruktion der bronzezeitlichen Siedlung und der Umgebung

Die Pfahlbausiedlung von Moniga del Garda (ital. Palafitta di Moniga del Garda) war eine bronzezeitliche Seeufersiedlung am Gardasee auf dem Gebiet der italienischen Gemeinde Moniga del Garda. Sie gilt als assoziierte Station der 111 Prähistorischen Pfahlbauten um die Alpen, die 2011 in die Liste des UNESCO-Welterbes aufgenommen wurden.

## Erforschung
1979 wurde die Entdeckung von Pfählen im Hafen von Moniga del Garda gemeldet. Wie sich herausstellte, war die Stätte unter Hobbyforschern schon länger bekannt. Um Raubgrabungen zuvorzukommen, führte im Mai 1981 die Archäologin Gabriella Enrica Pia im südlichen Teil des Yachthafens systematische Untersuchungen durch. Im Oktober 1984 beschlagnahmte die Polizei bei dem Hobbytaucher A. Garro 750 Artefakte, die er während seiner Tauchgänge illegal geborgen hatte. Etwa 40 Fundstücke stammten aus der Pfahlbausiedlung von Moniga.

## Beschreibung

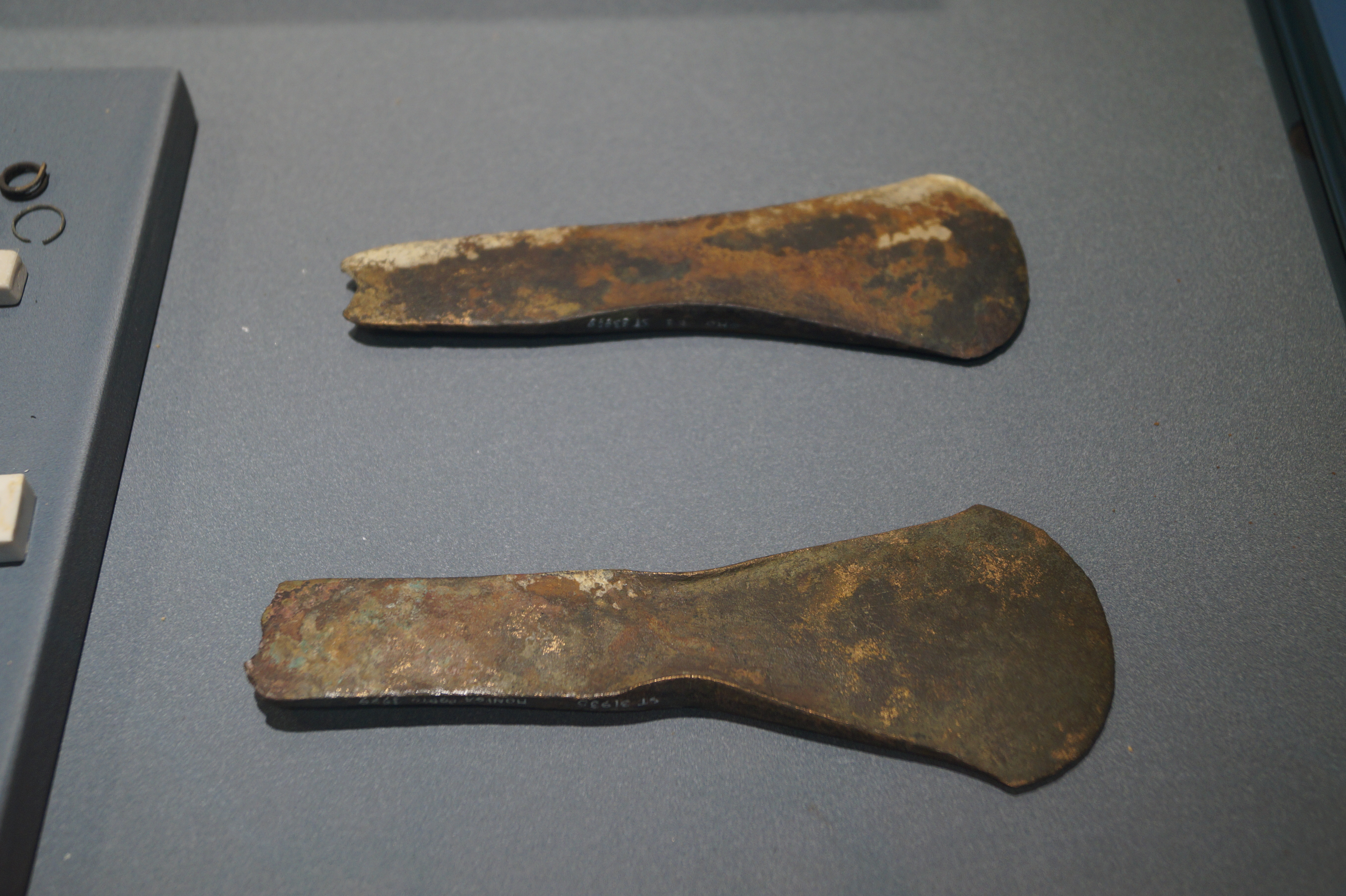
Bronzeäxte (Mittlere Bronzezeit)

Das Feld der aufrechtstehenden Pfähle, auf denen die Pfahlbausiedlung ruhte, hatte eine Größe von 400 mal 180 m. Die Siedlung befand sich etwa 60 m vom heutigen Ufer entfernt, da der Wasserspiegel in der Bronzezeit etwa 5 m niedriger lag. Durch die Wellenbewegung waren die Enden der Pfähle erodiert und die Oberfläche der Keramikscherben abgeschabt. Anhand der Funde kann die Nutzung der Siedlung von der Mitte der Frühen bis zur Mittleren Bronzezeit (2200–1550 v. Chr.) datiert werden. Die Siedlung wird der Polada-Kultur Norditaliens zugeordnet.
Als pflanzliche Nahrung konnten kultivierter Weizen und gesammelte Früchte wie Kornelkirsche, Gemeiner Hasel, Wilder Apfel, Brombeeren und Erdbeeren nachgewiesen werden. Die aufgefundenen Knochen zeigten, dass die Bewohner Rinder, Schweine, Schafe und Ziegen hielten und Wildschweine und Rotwild jagten. Aus lokalem Feuerstein fertigten sie Sichelschneiden und Pfeilspitzen. Ein Schmelztiegel und eine Blasdüse aus Terrakotta zeigen, dass man vor Ort Metall verarbeitete. An Keramik entdeckte man unter anderem eine Schale mit Kreuzsymbol im Stil Barche di Solferino vom Ende der Frühbronzezeit (Bronzo Antico II) und eine Tasse vom Typ Isolone del Mincio aus der mittleren Bronzezeit. Außerdem gab es noch Becher aus der letzten Phase der Frühbronzezeit, Schalen mit kantigem Profil, die Metallgefäße nachahmen, und zwei Spindeln. An Bronzeobjekten fand man Nadeln, drei Äxte mit erhöhten Kanten, vier Stäbe, vier Dolchklingen und eine Speerspitze mit geflammter Klinge.
Unter den Funden von A. Garro befanden sich auch zwei Brotlaibidole. Eines besteht aus Terrakotta und ist 3,5 cm hoch und 1,85 cm breit. Es hat eine rechteckige Form und einen runden Querschnitt. Auf beiden Seiten gibt es fünf Rillen und auf einer Seite sind auf drei Rillen und auf der anderen auf eine Rille jeweils ein kleines Dreieck gestempelt. Das andere Idol besteht aus Stein, ist 3,9 cm hoch und 2,2 cm breit. Es ist oval mit einem bikonvexen Querschnitt und trägt auf beiden Seiten zwei Rillen. Eine Bohrung über den Rillen lässt vermuten, dass das Idol als Talisman um den Hals getragen wurde. Die Funde befinden sich im Museo Civico „Giovanni Rambotti“ in Desenzano del Garda.